# Font d'alimentació

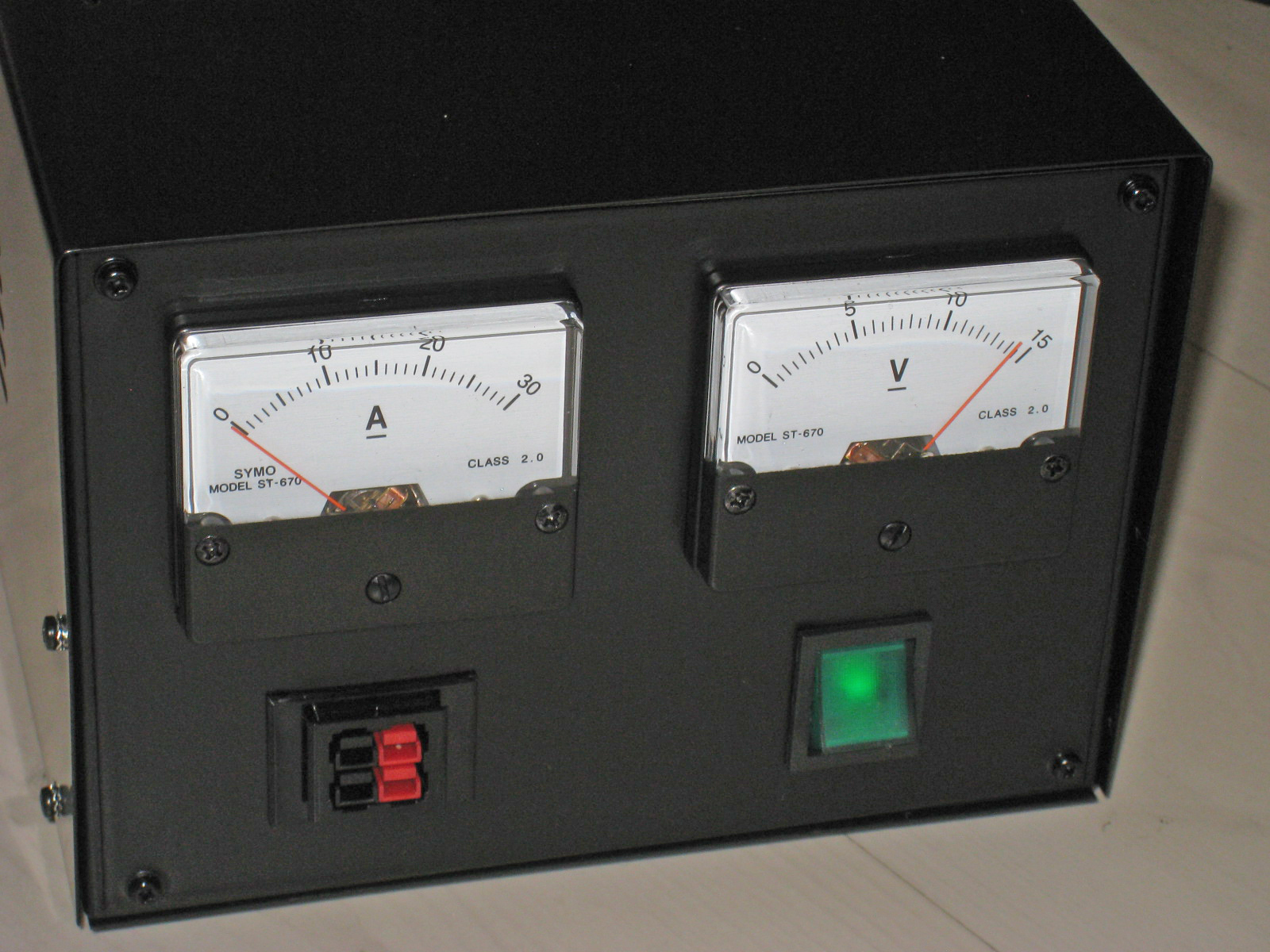
Una senzilla font d'alimentació de sobretaula per a usos generals

En electrònica, una  font d'alimentació  és un dispositiu que converteix la tensió alterna de la xarxa de subministrament, en una o diverses tensions, generalment contínues. Tant transforma el voltatge (normalment el disminueix, ex: passa de 230V a 12V) com el converteix, passant el corrent altern (CA) d'entrada, a un corrent continu (CC) de sortida, que alimenten els diferents circuits de l'aparell electrònic que alimenta (ordinador, televisor, impressora, router…).

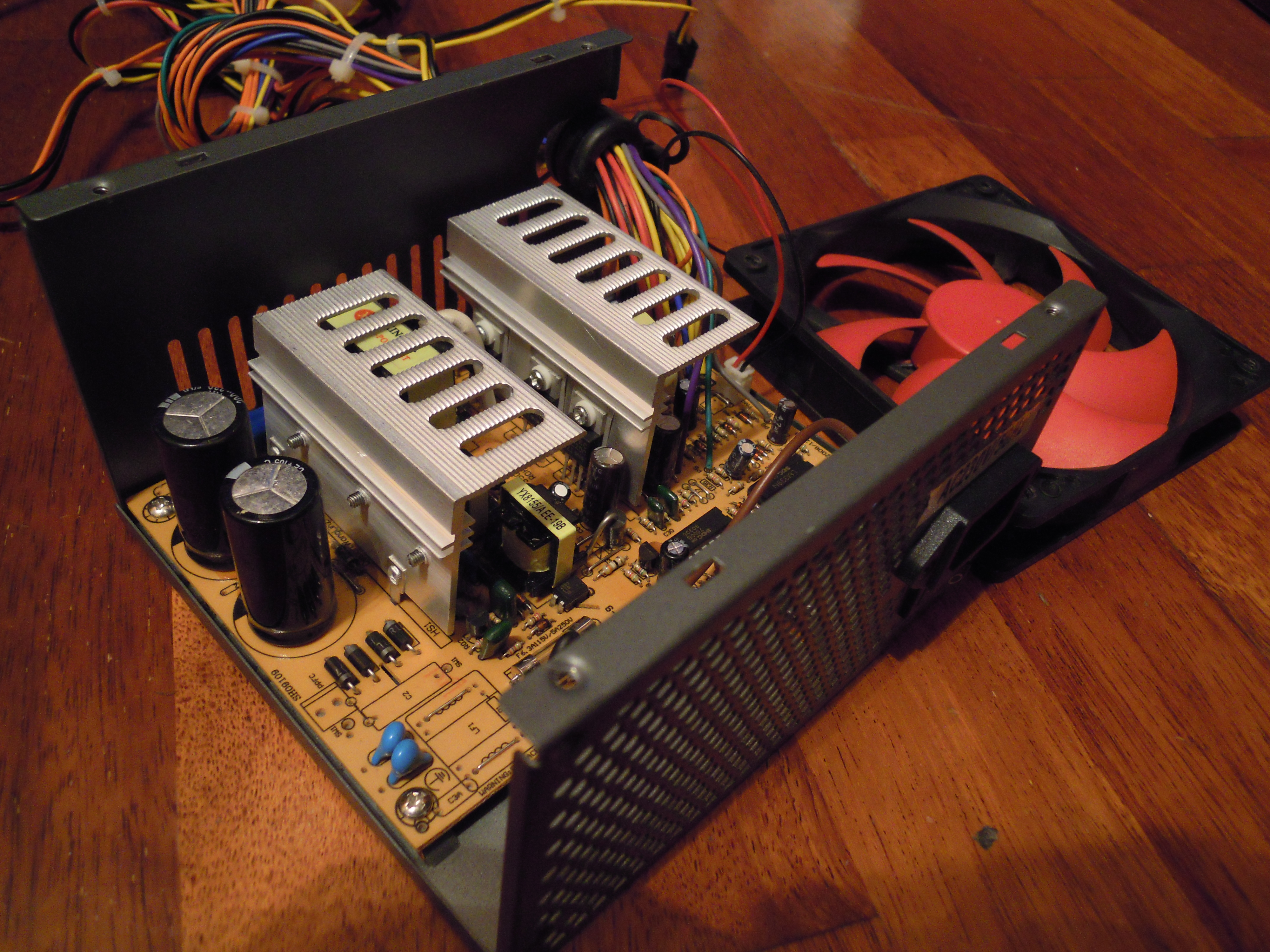
Font d'alimentació per PC format ATX (sense coberta superior)

En el cas dels ordinadors, de la font surten una sèrie de cables de diferents per a connectar tots els dispositius i així proporcionar-los energia. Hi ha alguns components que no es connecten directament a la font d'alimentació, com pot ser el ventilador del dissipador del microprocessador, que es connecta a la placa base. Però tot va relacionat, ja que aquest dissipador agafarà l'energia que li subministra la placa base i aquesta agafarà l'energia de la font d'alimentació. Una font d'alimentació que sigui capaç de lliurar la potència necessària de forma estable, sense pics ni caigudes de tensió o d'intensitat, és fonamental per al funcionament del sistema en conjunt.

### Fonts amb sortida de corrent altern

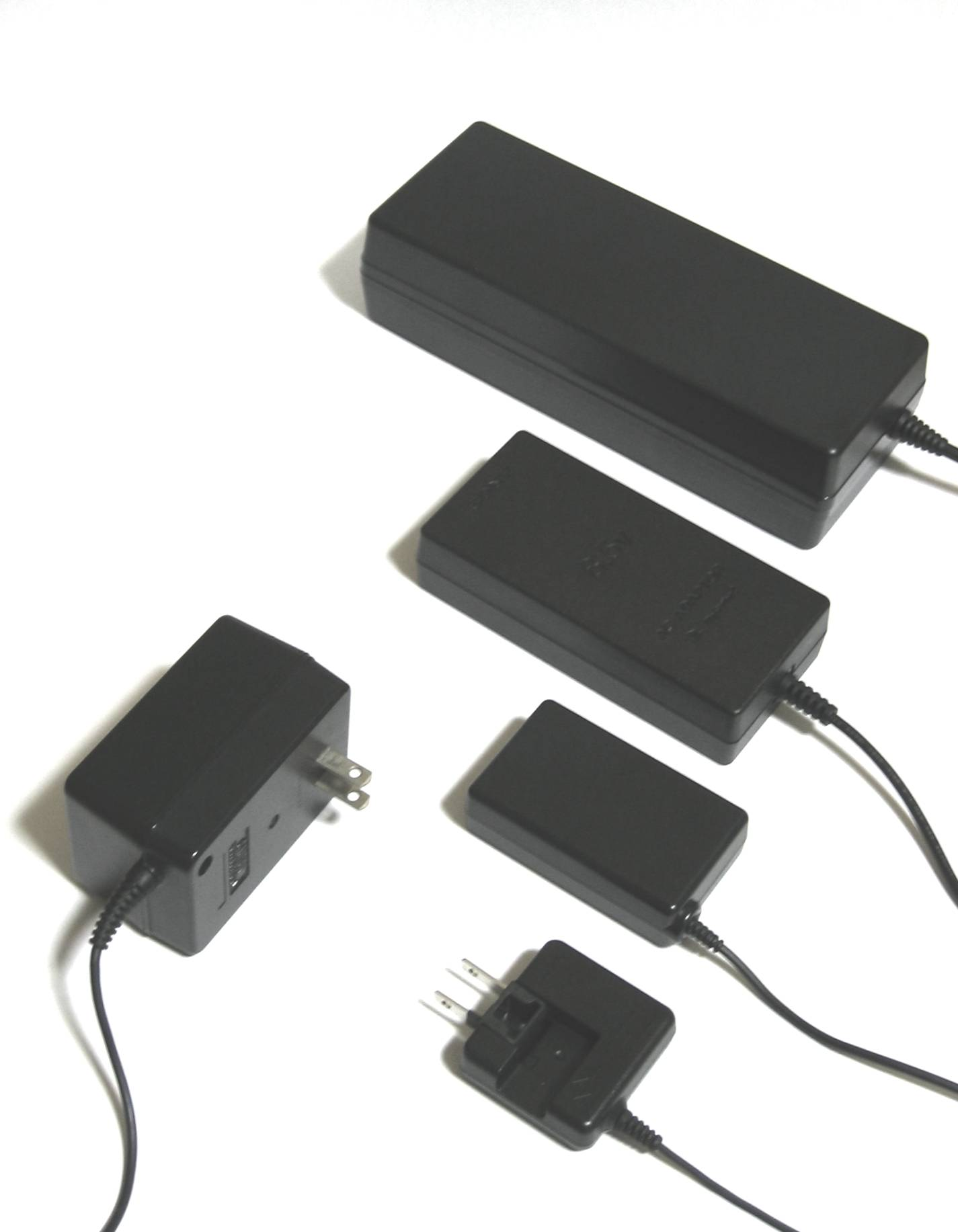
Fonts d'alimentació externes.

### Fonts d'alimentació lineals

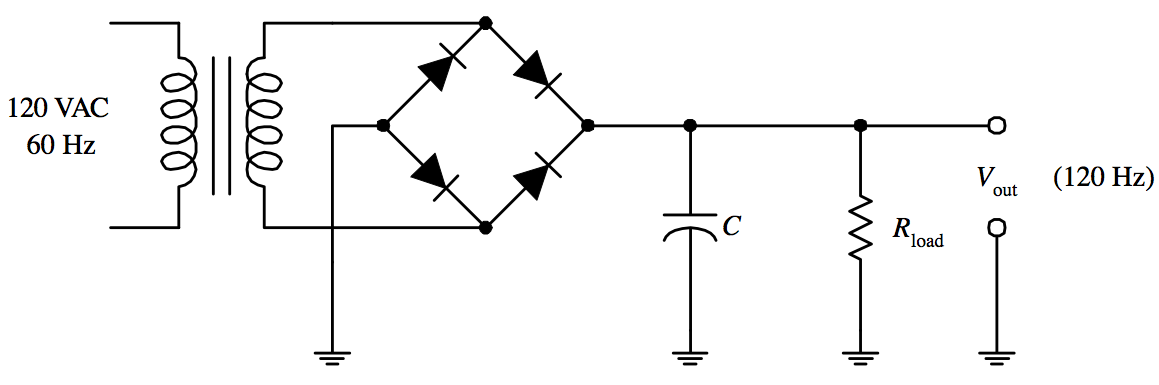
Esquena bàsic de font d'alimentació lineal

### Fonts d'alimentació commutades

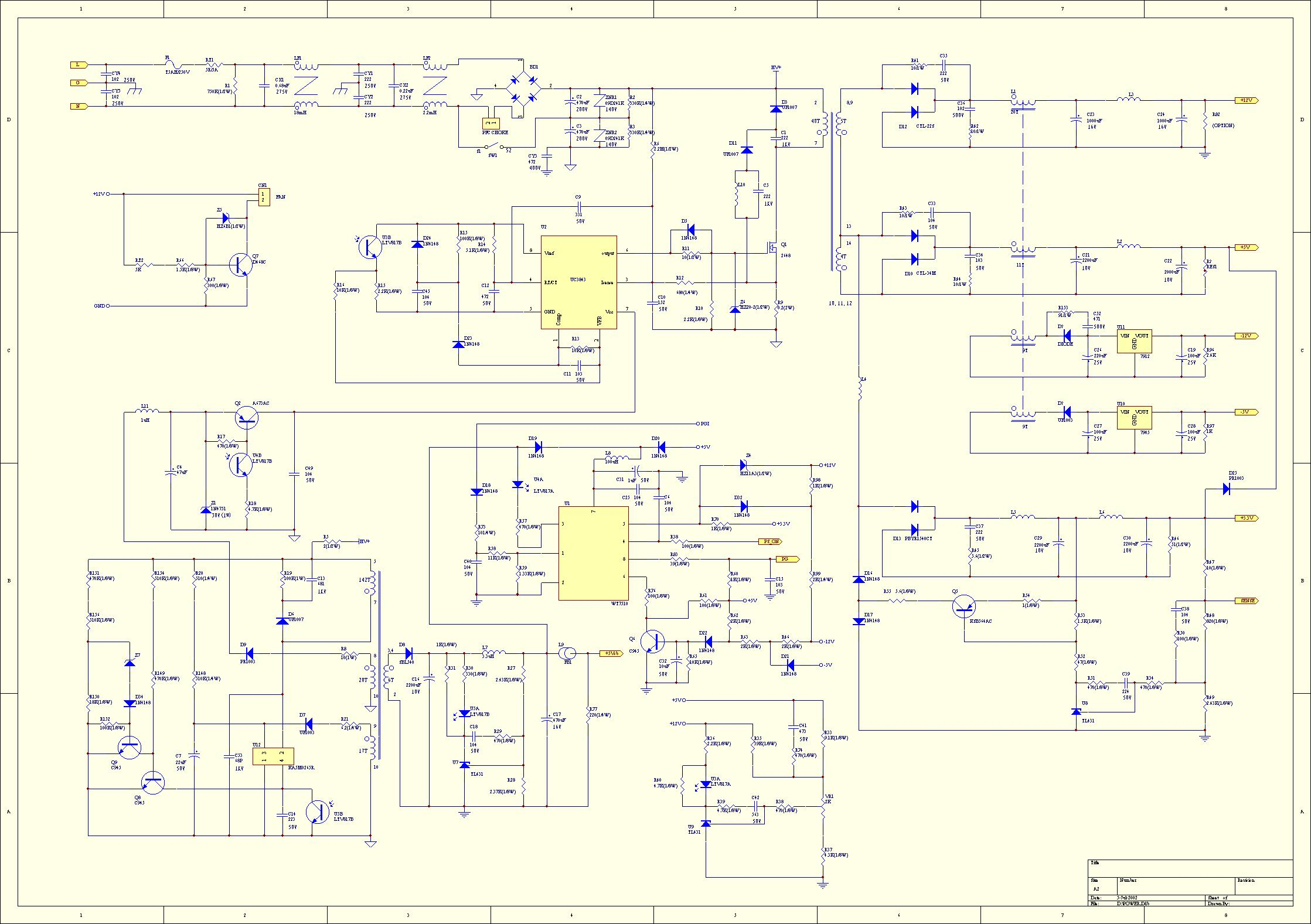
Esquema d'una font commutada de PC

## Especificacions

Figura 3: Sistema de control a llaç tancat

## Classificació